# Llansantffraid-ym-Mechain
Pour les articles homonymes, voir Llansantffraid.
Llansantffraid-ym-Mechain ou Llansanffraid-ym-Mechain est un village du Powys, au pays de Galles.

## Toponymie
Llansantffraid désigne en gallois une église (llan) dédiée à Brigitte d'Irlande (Ffraid). L'élément ym-Mechain renvoie à la situation du village dans le cantref médiéval du Mechain.
L'orthographe du nom du village est débattue. En 2008, le conseil de comté du Powys (en) décide de corriger ce qui est perçu comme une erreur en retirant le T de Llansantffraid, une décision à laquelle s'opposent les habitants du village. Le conseil de comté fait marche arrière et rétablit le T dans le nom du village en 2014.

## Géographie
Llansantffraid-ym-Mechain est situé dans le nord-ouest du Powys, dans le comté historique du Montgomeryshire, près de la frontière anglaise. La Cain (en) coule au sud du village et se jette dans la Vyrnwy au sud-est.
Llansantffraid-ym-Mechain est le principal centre de population de la communauté de Llansantffraid, qui comprend également plusieurs hameaux voisins.

## Démographie
Au recensement de 2011, la communauté de Llansantffraid comptait 1 415 habitants.

## Sports
Le Llansantffraid F.C., fondé en 1959, dispute le championnat du pays de Galles de football depuis 1993. Rebaptisé Total Network Solutions F.C. en 1997, il fusionne avec le club anglais d'Oswestry Town F.C. en 2003 et devient The New Saints F.C. en 2006. Depuis 2007, il n'évolue plus à domicile au Recreation Ground de Llansantffraid, mais au Park Hall d'Oswestry. Un nouveau club, le Llansantffraid Village F.C., est fondé la même année dans le village gallois.